# فرانك سو
فرانك سو (بالإنجليزية: Frank Soo)‏(مواليد 12 مارس 1914 في المملكة المتحدة - توفي 25 يناير 1991 في المملكة المتحدة) هو مدرب كرة قدم ولاعب كرة قدم بريطاني في مركز الهجوم. شارك مع منتخب إنجلترا لكرة القدم. أما مع النوادي، فقد لعب مع بورت فايل وستوك سيتي وليستر سيتي ونادي إيفرتون ونادي برينتفورد ونادي ريدنغ ونادي لوتون تاون وPrescot Cables F.C. ‏ ونادي تشيلمسفورد.

## وصلات خارجية
- فرانك سو على موقع قاعدة بيانات كرة القدم.إي يو (الإنجليزية)
- فرانك سو على موقع عالم كرة القدم.نت (الإنجليزية)
- فرانك سو على موقع أوليمبيديا (الإنجليزية)